# The New L-Men of The Year
The New L-Men of The Year (tên trước đây là L-Men of The Year (2004–2014), viết tắt là LoTY) là cuộc thi dành cho nam giới do Nutrifood thành lập và được tổ chức lần đầu vào năm 2004. Đương kim The New L-Men of The Year là Rama Sukarta đến từ Banten.

## Người giữ danh hiệu
| Lần thứ | Năm  | Ngày                 | The New L-Men of The Year                        | Á vương                                     | Á vương                                 | Á vương                               | Á vương                           | Á vương                                    | Nơi tổ chức                 | Số thí sinh | T.k.          |
| Lần thứ | Năm  | Ngày                 | The New L-Men of The Year                        | 1                                           | 2                                       | 3                                     | 4                                 | 5                                          | Nơi tổ chức                 | Số thí sinh | T.k.          |
| ------- | ---- | -------------------- | ------------------------------------------------ | ------------------------------------------- | --------------------------------------- | ------------------------------------- | --------------------------------- | ------------------------------------------ | --------------------------- | ----------- | ------------- |
| 1       | 2004 | 11 tháng 9 năm 2004  | David Sambur · DKI Jakarta                       | Robby Shine · Medan                         | Ghaniy Kusdiansyah · Bandung            | Không trao giải                       | Không trao giải                   | Không trao giải                            | Balai Sarbini, Jakarta      | 12          |               |
| 2       | 2005 | 30 tháng 7 năm 2005  | Framly Daniel Nainggolan · Tây Java              | Rangga Raditya · Đông Java                  | Kristianto · Nam Sumatra                | Không trao giải                       | Không trao giải                   | Không trao giải                            | Studio 4 Trans TV, Jakarta  | 12          |               |
| 3       | 2006 | 13 tháng 7 năm 2006  | Fernando Surya · Banten                          | Kris · Bắc Sulawesi                         | Yudi Siswanto · Đông Java               | Không trao giải                       | Không trao giải                   | Không trao giải                            | Jakarta                     | 16          |               |
| 4       | 2007 | 1 tháng 8 năm 2007   | Taufan Putu Jaya · Đông Java                     | Anthony Gunawan · DI Yogyakarta             | Wira Hadi Kusuma · Tây Nusa Tenggara    | Không trao giải                       | Không trao giải                   | Không trao giải                            | Balai Sarbini, Jakarta      | 12          |               |
| 5       | 2008 | 19 tháng 7 năm 2008  | Obert Sharon Christian · Tây Java                | Rocky Pramatra · Tây Nusa Tenggara          | Rulli Rachmadi · Đông Kalimantan        | Không trao giải                       | Không trao giải                   | Không trao giải                            | Studio 1 Trans TV, Jakarta  | 16          | [ 4 ]         |
| 6       | 2009 | 19 tháng 7 năm 2009  | Steven Yoswara · Tây Java 2                      | Holly Feriston · Đông Java                  | Dimas Prasetia Argoebie · Tây Java 1    | Không trao giải                       | Không trao giải                   | Không trao giải                            | Studio 1 Trans TV, Jakarta  | 12          |               |
| 7       | 2010 | 18 tháng 7 năm 2010  | Rikas Harsa · Lampung                            | Thomas Sebastian · Tây Java 2               | Johanica Yanuar · Trung Java            | Không trao giải                       | Không trao giải                   | Không trao giải                            | Studio 1 Trans TV, Jakarta  | 12          | [ 5 ]         |
| 8       | 2011 | 10 tháng 7 năm 2011  | Rayhan Febrian · Trung Java                      | Rb. Christian Adi Jaya · Đông Java 1        | Mohammad Aditya Gautama · Quần đảo Riau | Không trao giải                       | Không trao giải                   | Không trao giải                            | Djakarta Theater, Jakarta   | 14          | [ 6 ]         |
| 9       | 2012 | 11 tháng 6 năm 2012  | Rizal Alaydrus · Nam Sulawesi                    | Akbar Kurniawan · DI Yogyakarta             | Stephan Hofmann · Tây Java              | Không trao giải                       | Không trao giải                   | Không trao giải                            | Djakarta Theater, Jakarta   | 14          | [ 7 ]         |
| 10      | 2013 | 30 tháng 6 năm 2013  | Albern Sultan · Bắc Sumatra                      | Dewa Gede Agung Dwi Temaja · Bali           | Wira Nugraha · Riau                     | Không trao giải                       | Không trao giải                   | Không trao giải                            | Skenoo Hall, Jakarta        | 20          | [ 8 ]         |
| 11      | 2014 | 6 tháng 6 năm 2014   | Yohannes Kevin Hendrawan · Bali 1                | Kenny Austin · Bắc Sumatra                  | Ivan Glenvandy Bangun · Bắc Sulawesi    | Không trao giải                       | Không trao giải                   | Không trao giải                            | Balai Kartini, Jakarta      | 16          | [ 9 ]         |
| 12      | 2018 | 3 tháng 5 năm 2018   | Ivanaldy Lie Kabul · DKI Jakarta                 | Abibayu Gustri Kamadjaja · Đông Java        | Herjuno Diky Syaputra · Nam Sumatra     | Không trao giải                       | Không trao giải                   | Không trao giải                            | Soehanna Hall, Jakarta      | 12          | [ 10 ]        |
| 13      | 2019 | 28 tháng 3 năm 2019  | Radityo Wahyu Senoputro · Tây Java               | Danar Wicaksono · DI Yogyakarta             | Enrique Dustin · Banten 1               | Không trao giải                       | Không trao giải                   | Không trao giải                            | Balai Sarbini, Jakarta      | 14          | [ 11 ]        |
| 14      | 2020 | 4 tháng 10 năm 2020  | Okky Alparessi · Bắc Sumatra                     | Richard Permadi · DKI Jakarta 2             | Muhammad Fadhil Achyari · Aceh          | Không trao giải                       | Không trao giải                   | Không trao giải                            | Teater Tanah Airku, Jakarta | 15          | [ 12 ]        |
| 15      | 2021 | 23 tháng 10 năm 2021 | Marcellino Indrawan · Tây Kalimantan             | Matthew Gilbert · Trung Java 2              | Adrian Xavierr · Maluku                 | Sulfambara Rahmat Arsyad · Yogyakarta | Bryan Petreli · Tây Nusa Tenggara | Không trao giải                            | Balai Sarbini, Jakarta      | 20          | [ 13 ] [ 14 ] |
| 16      | 2022 | 13 tháng 8 năm 2022  | Reza Andriyanto · Trung Java                     | Muhammad Adib Dwitamma Putra · Nam Sumatra  | Julius Jason · Tây Java                 | Biondi Sanda Sima · Trung Sulawesi    | Mustanir Afif · Aceh              | Tommy Yonathan · Tây Kalimantan            | Balai Sarbini, Jakarta      | 16          | [ 15 ]        |
| 17      | 2023 | 29 tháng 7 năm 2023  | Nathanael Yoga Langi Soedharsono · DKI Jakarta 1 | Nathaniel Christoper Setia Japutra · Banten | Jeremy Gregory Samatara · Bắc Sulawesi  | Samuel Josafat Olam · Tây Java        | Ferrero Sugiharto · Đông Java 1   | Aditya Rahmat Zulfikar · Tây Nusa Tenggara | Balai Sarbini, Jakarta      | 16          | [ 16 ]        |
| 18      | 2024 | 31 tháng 8 năm 2024  | Glenn Victor Sutanto · Tây Java 2                | Elias Yahya Honasan · Tây Java 1            | Daniel Nugraha Purwandi · Maluku        | M. Agung Wibowo · Nam Sumatra         | Zian Alfin Mubarak · Trung Java   | Reza Ziqri · Tây Sumatra                   | Balai Sarbini, Jakarta      | 15          | [ 17 ]        |
| 19      | 2025 | 9 tháng 8 năm 2025   | Rama Sukarta · Banten                            | Oliver Pras · Bắc Sulawesi                  | Mazmur Ek Sandi · Tây Java 1            | Claudio Marsello · DKI Jakarta 1      | Jehu Jedija · Đông Java 2         | Không trao giải                            | Balai Sarbini, Jakarta      | 16          | [ 18 ]        |

### Tỉnh/thành phố theo số lần đăng quang
| Tỉnh           | Số lần | Năm                          |
| -------------- | ------ | ---------------------------- |
| Tây Java       | 5      | 2005, 2008, 2009, 2019, 2024 |
| DKI Jakarta    | 3      | 2004, 2018, 2023             |
| Banten         | 2      | 2006, 2025                   |
| Trung Java     | 2      | 2011, 2022                   |
| Bắc Sumatra    | 2      | 2013, 2020                   |
| Đông Java      | 1      | 2007                         |
| Lampung        | 1      | 2010                         |
| Nam Sulawesi   | 1      | 2012                         |
| Bali           | 1      | 2014                         |
| Tây Kalimantan | 1      | 2021                         |

## Các lần tổ chức The New L-Men of The Year

### 2004
L-Men of The Year 2004 là cuộc thi L-Men of The Year lần thứ 1 được tổ chức tại Balai Sarbini, Jakarta vào ngày 11 tháng 9 năm 2004. Có 12 thí sinh dự thi, David Sambur đến từ Jakarta đăng quang ngôi vị L-Men of The Year.
Kết quả
| Hạng                   | Thí sinh |
| ---------------------- | --- |
| L-Men of the Year 2004 | - Jakarta – David Sambur |
| Á vương 1              | - Medan – Robby Shine |
| Á vương 2              | - Bandung – Ghaniy Kusdiansyah                                                                                                  |
| Top 8                  | - Surabaya – Arya Widura Subawa - Yogyakarta – Seni Maryadi - Bali – I Made Agus - Medan – Sutan Lubis - Jakarta – Rudy Tanjung |

Các giải thưởng
| Giải thưởng                   | Thí sinh                                |
| ----------------------------- | --------------------------------------- |
| Best Cover Model Men's Health | - Jakarta – Rudy Tanjung                |
| The Most Wanted               | - Semarang – Rahardian Fajar Ariefianto |

Các thí sinh
| SBD | Tỉnh/thành phố | Thí sinh                   |
| --- | -------------- | -------------------------- |
| 01  | Balikpapan     | Firman Luna                |
| 02  | Bali           | I Made Agus Suarjana       |
| 03  | Surabaya       | Arya Widura Subawa         |
| 04  | Makassar       | Aslim                      |
| 05  | Jakarta        | Rudy Tanjung               |
| 06  | Jakarta        | David Nofri Sambur         |
| 07  | Medan          | Robby Shine                |
| 08  | Semarang       | Herdy Kusuma               |
| 09  | Bandung        | Ghaniy Kusdiansyah         |
| 10  | Semarang       | Rahardian Fajar Ariefianto |
| 11  | Medan          | Sutan Lubis                |
| 12  | Yogyakarta     | Seni Maryadi               |

### 2005
L-Men of The Year 2005 là cuộc thi L-Men of The Year lần thứ 2 được tổ chức tại Studio 4 Trans TV, Jakarta vào ngày 30 tháng 7 năm 2005. Có 12 thí sinh dự thi, Framly Daniel Nainggolan đến từ Tây Java đăng quang ngôi vị L-Men of The Year.
Kết quả
| Hạng                   | Thí sinh |
| ---------------------- | --- |
| L-Men of the Year 2005 | - Tây Java – Framly Daniel Nainggolan |
| Á vương 1              | - Đông Java – Rangga Raditya |
| Á vương 2              | - Nam Sumatera – Kristianto |
| Top 8                  | - Jakarta – Eric Loofis - Bali – I Ketut Suryana 'Dicky' Susila - Yogyakarta – Joe Hubert Bony - Jakarta – Felix Cahyono - Bắc Sumatra – Vavories Palopo |

Các giải thưởng
| Giải thưởng             | Thí sinh                    |
| ----------------------- | --------------------------- |
| Best Cover Men's Health | - Nam Sumatera – Kristianto |
| Poling SMS Tertinggi    | - Nam Sumatera – Kristianto |

Các thí sinh
| SBD | Tỉnh/thành phố | Thí sinh                       |
| --- | -------------- | ------------------------------ |
| 01  | Yogyakarta     | Joe Hubert Bony                |
| 02  | Jakarta        | Felix Cahyono                  |
| 03  | Tây Java       | Framly Daniel Nainggolan       |
| 04  | Bắc Sumatra    | Whendy                         |
| 05  | Nam Sumatra    | Kristianto                     |
| 06  | Bắc Sumatra    | Vavories Palopo                |
| 07  | Surabaya       | Rangga Raditya                 |
| 08  | Bali           | Awia Manik                     |
| 09  | Jakarta        | Eric Loofis                    |
| 10  | Bali           | I Ketut Suryana 'Dicky' Susila |
| 11  | Trung Java     | Theo Steven                    |
| 12  | Nam Sulawesi   | Ronald                         |

### 2006
L-Men of The Year 2006 là cuộc thi L-Men of The Year lần thứ 3 được tổ chức tại Jakarta vào ngày 13 tháng 7 năm 2006. Có 16 thí sinh dự thi, Fernando Surya đến từ Banten đăng quang ngôi vị L-Men of The Year.
Kết quả
| Hạng                   | Thí sinh                                                                              |
| ---------------------- | ------------------------------------------------------------------------------------- |
| L-Men of the Year 2006 | - Banten – Fernando Surya                                                             |
| Á vương 1              | - Bắc Sulawesi – Kris                                                                 |
| Á vương 2              | - Đông Java – Yudi Siswanto                                                           |
| Top 5                  | - Nanggroe Aceh Darussalam – Erry Safryan - Tây Java – Depaf Reguna Tarigan           |
| Top 8                  | - DKI Jakarta 1 – Panji Herlambang - Nam Sumatra – Ricky Perdana - Trung Java – Angga |

Các giải thưởng
| Giải thưởng                  | Thí sinh                          |
| ---------------------------- | --------------------------------- |
| The Best Talent              | - Yogyakarta – Paundra Hanutama   |
| The Best Body                | - Tây Java – Depaf Reguna Tarigan |
| The Most Wanted              | - DKI Jakarta 2 – Ricky Daud Liu  |
| The Best in National Costume | - Trung Java – Angga              |
| The Most Photogenic          | - Nam Sumatra – Ricky Perdana     |

Các thí sinh
| SBD | Tỉnh/thành phố           | Thí sinh                        |
| --- | ------------------------ | ------------------------------- |
| 01  | Banten                   | Fernando Surya                  |
| 02  | DKI Jakarta 1            | Panji Herlambang                |
| 03  | DKI Jakarta 2            | Ricky Daud Liu                  |
| 04  | Tây Java                 | Depaf Reguna Tarigan            |
| 05  | Yogyakarta               | Paundra Hanutama                |
| 06  | Trung Java               | Angga                           |
| 07  | Đông Java                | Yudi Siswanto                   |
| 08  | Nanggroe Aceh Darussalam | Erry Safryan                    |
| 09  | Bắc Sumatra              | Indrawan Sardi                  |
| 10  | Tây Sumatra              | Ronny                           |
| 11  | Riau                     | Andry                           |
| 12  | Nam Sumatra              | Ricky Perdana                   |
| 13  | Bắc Sulawesi             | Kris                            |
| 14  | Trung Sulawesi           | Ronald Sullivan Abraham Posundu |
| 15  | Maluku                   | Lerry                           |
| 16  | Bali                     | I Dewa Made Mahardika Putra     |

### 2007
L-Men of The Year 2007 là cuộc thi L-Men of The Year lần thứ 4 được tổ chức tại Balai Sarbini, Jakarta vào ngày 1 tháng 8 năm 2007. Có 12 thí sinh dự thi, Taufan Putu Jaya đến từ Đông Java đăng quang ngôi vị L-Men of The Year.
Kết quả
| Hạng                   | Thí sinh                                 |
| ---------------------- | ---------------------------------------- |
| L-Men of the Year 2007 | - Đông Java – Taufan Putu Jaya           |
| Á vương 1              | - DI Yogyakarta – Anthony Gunawan        |
| Á vương 2              | - Nusa Tenggara Barat – Wira Hadi Kusuma |

Các giải thưởng
| Giải thưởng                  | Thí sinh                               |
| ---------------------------- | -------------------------------------- |
| The Best Body                | - Tây Java – Bosco                     |
| The Best Sixpack             | - Nam Sumatra – R. Ahmad Denny Syafei  |
| The Best in National Costume | - Bali – Dewa Suli                     |
| The Best Talent              | - DI Yogyakarta – Anthony Gunawan      |
| The Best Groomed             | - Tây Nusa Tenggara – Wira Hadi Kusuma |
| The Most Photogenic          | - Banten – Zulham Effendy              |

Các thí sinh
| SBD | Tỉnh/thành phố    | Thí sinh              |
| --- | ----------------- | --------------------- |
| 01  | Bali              | Dewa Suli             |
| 02  | Tây Java          | Bosco                 |
| 03  | Đông Java         | Taufan Putu Jaya      |
| 04  | Tây Nusa Tenggara | Wira Hadi Kusuma      |
| 05  | DKI Jakarta 1     | Alex                  |
| 06  | Bengkulu          | Hadi                  |
| 07  | DI Yogyakarta     | Anthony Gunawan       |
| 08  | Bắc Sulawesi      | Audi Allan Opit       |
| 09  | Banten            | Zulham Effendy        |
| 10  | Nam Sumatra       | R. Ahmad Denny Syafei |
| 11  | Bắc Sumatra       | Isra Dwi Putra        |
| 12  | DKI Jakarta 2     | Yudi Hendrawan        |

### 2008
L-Men of The Year 2008 là cuộc thi L-Men of The Year lần thứ 5 được tổ chức tại Studio 1 Trans TV, Jakarta vào ngày 19 tháng 7 năm 2008. Có 16 thí sinh dự thi, Obert Sharon đến từ Tây Java đăng quang ngôi vị L-Men of The Year.
Kết quả
| Hạng                   | Thí sinh                                                     |
| ---------------------- | ------------------------------------------------------------ |
| L-Men of The Year 2008 | - Tây Java – Obert Sharon Christian                          |
| Á vương 1              | - Tây Nusa Tenggara – Rocky Pramatra                         |
| Á vương 2              | - Đông Kalimantan – Rulli Rachmadi                           |
| Top 5                  | - DKI Jakarta 1 – Angga Suksma - Tây Sumatra – Rizky Syarful |

Các giải thưởng
| Giải thưởng           | Thí sinh |
| --------------------- | --- |
| The Best Body         | - Bắc Sumatra – Jefri                                                                                                   |
| The Best Catwalk      | - Bali – Ida Bagus Putu Adiyyana                                                                                        |
| Public Service        | - Bắc Sulawesi – Christian Mekel                                                                                        |
| The Most Photogenic   | Winner - Đông Kalimantan – Rulli Rachmadi Top 3 - Đông Java – Cliff Adiwibowo - Tây Java – Obert Sharon Christian       |
| The Best Eco Activist | Winner - Tây Sumatra – Rizky Syarful Top 3 - DKI Jakarta 2 – Ivan Christiawan - Banten – Ngdi 'Endi' Muliawan Semfaluty |

Các thí sinh
| SBD | Tỉnh/thành phố    | Thí sinh                       |
| --- | ----------------- | ------------------------------ |
| 01  | Đông Java         | Cliff Adiwibowo                |
| 02  | Trung Java 1      | Sigit Antonio                  |
| 03  | DKI Jakarta 1     | Angga Suksma                   |
| 04  | Trung Java 2      | Yella Aditia                   |
| 05  | Nam Sumatra       | Mufit Sorimuda                 |
| 06  | Bắc Sumatra       | Jefri                          |
| 07  | Tây Java          | Obert Sharon Christian         |
| 08  | Tây Sumatra       | Rizky Syarful                  |
| 09  | Tây Nusa Tenggara | Rocky Pramatra                 |
| 10  | Bali              | Ida Bagus Putu Adiyyana        |
| 11  | DKI Jakarta 2     | Ivan Christiawan               |
| 12  | Đông Kalimantan   | Rulli Rachmadi                 |
| 13  | Nam Sulawesi      | Ryadi                          |
| 14  | Yogyakarta        | Anom Yudistio Wantik           |
| 15  | Banten            | Ngdi 'Endi' Muliawan Semfaluty |
| 16  | Bắc Sulawesi      | Christian Mekel                |

### 2009
L-Men of The Year 2009 là cuộc thi L-Men of The Year lần thứ 6 được tổ chức tại Studio 1 Trans TV, Jakarta vào ngày 19 tháng 7 năm 2009. Có 12 thí sinh dự thi, Steven Yoswara đến từ Tây Java đăng quang ngôi vị L-Men of The Year.
Kết quả
| Hạng                   | Thí sinh                                                        |
| ---------------------- | --------------------------------------------------------------- |
| L-Men of the Year 2009 | - Tây Java 2 – Steven Yoswara                                   |
| Á vương I              | - Đông Java – Holly Feriston                                    |
| Á vương II             | - Tây Java 1 – Dimas Prasetia Argoebie                          |
| Top 5                  | - DKI Jakarta 1 – Yudhianto Tandi - Tây Sumatra – Reymon Nurman |

Các giải thưởng
| Giải thưởng         | Thí sinh                            |
| ------------------- | ----------------------------------- |
| The Best Body       | - Quần đảo Riau – Dodi Mardani      |
| The Best Catwalk    | - Đông Java – Holly Feriston        |
| The Most Favorite   | - Nam Sumatra – Valdi Johan         |
| The Best Acting     | - Tây Java 2 – Steven Yoswara       |
| The Most Photogenic | - Bắc Sulawesi – Hendry Lie Manalip |

Các thí sinh
| SBD | Tỉnh/thành phố | Thí sinh                   |
| --- | -------------- | -------------------------- |
| 01  | DKI Jakarta 1  | Yudhianto Tandi            |
| 02  | Tây Java 1     | Dimas Prasetia Argoebie    |
| 03  | DI Yogyakarta  | Hestu Perdana              |
| 04  | Nam Sumatra    | Valdi Johan                |
| 05  | Tây Sumatra    | Reymon Nurman              |
| 06  | Đông Java      | Holly Feriston             |
| 07  | DKI Jakarta 2  | Trylaksono Sudewo Tikogawa |
| 08  | Tây Java 2     | Steven Yoswara             |
| 09  | Lampung        | Agung Satrio Putro         |
| 10  | Quần đảo Riau  | Dodi Mardani               |
| 11  | Bắc Sulawesi   | Hendry Lie Manalip         |
| 12  | Riau           | Tengku Muhammad Indra      |

### 2010
L-Men of The Year 2010 là cuộc thi L-Men of The Year lần thứ 7 được tổ chức tại Studio 1 Trans TV, Jakarta vào ngày 18 tháng 7 năm 2010. Có 12 thí sinh dự thi, Rikas Harsa đến từ Lampung đăng quang ngôi vị L-Men of The Year.
Kết quả
| Hạng                   | Thí sinh                                                                              |
| ---------------------- | ------------------------------------------------------------------------------------- |
| L-Men of the Year 2010 | - Lampung – Rikas Harsa                                                               |
| Á vương I              | - Tây Java 2 – Thomas Sebastian                                                       |
| Á vương II             | - Trung Java – Johanica Yanuar                                                        |
| Top 6                  | - Đông Java 1 – Dheka Pradika - Đông Java 2 – Adzam Aulia - DKI Jakarta – Fredy Surya |

Các giải thưởng
| Giải thưởng         | Thí sinh                        |
| ------------------- | ------------------------------- |
| The Best Body       | - Yogyakarta – Rio Kotho        |
| The Best Catwalk    | - Trung Java – Johanica Yanuar  |
| The Most Favourite  | - Yogyakarta – Rio Kotho        |
| The Best Acting     | - Trung Java – Johanica Yanuar  |
| The Most Photogenic | - Tây Java 2 – Thomas Sebastian |

Các thí sinh
| SBD | Tỉnh/thành phố   | Thí sinh             |
| --- | ---------------- | -------------------- |
| 01  | Đông Java 1      | Dheka Pradika        |
| 02  | DKI Jakarta      | Fredy Surya          |
| 03  | DI Yogyakarta    | Rio Kotho            |
| 04  | Đông Java 2      | Adzam Aulia          |
| 05  | Trung Java       | Johanica Yanuar      |
| 06  | Tây Java 1       | Luke Martinus        |
| 07  | Tây Java 2       | Thomas Sebastian     |
| 08  | Riau             | Sonny Elga Putra     |
| 09  | Bắc Sulawesi     | Andrew Stevan Kokong |
| 10  | Lampung          | Rikas Harsa          |
| 11  | Trung Kalimantan | Sadewo Anung Suryadi |
| 12  | Nam Kalimantan   | Edo Syakir           |

### 2011
L-Men of The Year 2011 là cuộc thi L-Men of The Year lần thứ 8 được tổ chức tại Djakarta Theater, Jakarta vào ngày 10 tháng 7 năm 2011. Có 14 thí sinh dự thi, Rayhan Febrian đến từ Trung Java đăng quang ngôi vị L-Men of The Year.
Kết quả
| Hạng                   | Thí sinh |
| ---------------------- | --- |
| L-Men of the Year 2011 | - Trung Java – Rayhan Febrian                                                                                         |
| Á vương I              | - Đông Java 1 – Rb. Christian Adi Jaya                                                                                |
| Á vương II             | - Quần đảo Riau – Mohammad Aditya Gautama                                                                             |
| Top 6                  | - Đông Java 2 – Marino Ali Sastrayuda - Bắc Sulawesi 1 – Christian Oktavianus Loho - Tây Java – Georgius Okky Yoswara |

Các giải thưởng
| Giải thưởng                       | Thí sinh                                            |
| --------------------------------- | --------------------------------------------------- |
| The Best Body                     | - Đông Kalimantan – Muhammad Teguh Fauzi 'Ozy'      |
| The Best Catwalk                  | - Jakarta – Gillian Rafael Pangalila                |
| The Best Acting                   | - Bắc Sulawesi 1 – Christian Oktavianus Loho        |
| The Most Photogenic               | - Bắc Sulawesi 2 – Randy Yudhistira Johannes Tiwouw |
| Duta Olimpiasde Penyandang Khusus | - Maluku – Syarif Maricar Sahib                     |

Các thí sinh
| SBD | Tỉnh/thành phố  | Thí sinh                         |
| --- | --------------- | -------------------------------- |
| 01  | Quần đảo Riau   | Mohammad Aditya Gautama          |
| 02  | Trung Java      | Rayhan Febrian                   |
| 03  | Maluku          | Syarif Maricar Sahib             |
| 04  | Bắc Sulawesi 1  | Christian Oktavianus Loho        |
| 05  | Bắc Sumatra     | Jeremy Christiansen Siregar      |
| 06  | Đông Kalimantan | Muhammad Teguh Fauzi 'Ozy'       |
| 07  | Bali            | Made Adiguna Kusuma              |
| 08  | Đông Java 1     | Rb. Christian Adi Jaya           |
| 09  | Jakarta         | Gillian Rafael Pangalila         |
| 10  | Đông Java 2     | Marino Ali Sastrayuda            |
| 11  | Bắc Sulawesi 2  | Randy Yudhistira Johannes Tiwouw |
| 12  | Tây Java        | Georgius Okky Yoswara            |
| 13  | Nam Sulawesi    | Erik Santoso Suwanto             |
| 14  | Nam Kalimantan  | Yodi Indra Widhanie              |

### 2012
L-Men of The Year 2012 là cuộc thi L-Men of The Year lần thứ 9 được tổ chức tại Djakarta Theater, Jakarta vào ngày 11 tháng 6 năm 2012. Có 14 thí sinh dự thi, Rizal Al Idrus đến từ Nam Sulawesi đăng quang ngôi vị L-Men of The Year.
Kết quả
| Hạng                   | Thí sinh                                                       |
| ---------------------- | -------------------------------------------------------------- |
| L-Men of The Year 2012 | - Nam Sulawesi – Rizal Al Idrus                                |
| Á vương I              | - DI Yogyakarta – Akbar Kurniawan                              |
| Á vương II             | - Tây Java – Stephan Hofmann                                   |
| Top 5                  | - DKI Jakarta – Mikhel Wandana - Đông Java – Jeremiah Lakhwani |

Các giải thưởng
| Giải thưởng                  | Thí sinh                                |
| ---------------------------- | --------------------------------------- |
| Best Body                    | - Tây Sumatra – Dhani Ardansky Rusmana  |
| Best Catwalk                 | - Tây Java – Stephan Hoffman            |
| Best Social Media Influencer | - Trung Sulawesi – Fendy Lontoh         |
| Best Acting Model            | - Trung Java – Widana Agil Prasuryadiba |
| Most Photogenic              | - Nam Sulawesi – Rizal Al Idrus         |

Các thí sinh
| SBD | Tỉnh/thành phố | Thí sinh                 | Tuổi | Chiều cao (cm) |
| --- | -------------- | ------------------------ | ---- | -------------- |
| 01  | Đông Java      | Jeremiah Lakhwani (Jero) | 18   | 178            |
| 02  | Nam Sulawesi   | Rizal Al Idrus           | 25   | 176            |
| 03  | Trung Sulawesi | Fendy Lontoh             | 24   | 177            |
| 04  | Bắc Sulawesi   | Gael Albert Maukar       | 24   | 179            |
| 05  | DKI Jakarta    | Mikhel Wandana           | 19   | 179.5          |
| 06  | Bali           | Adhika Wijaya Putra      | 24   | 180            |
| 07  | Tây Java       | Stephan Hoffman          | 20   | 189            |
| 08  | Riau           | Bayu Hanif Pratama       | 23   | 179            |
| 09  | Tây Sumatra    | Dhani Ardansky Rusmana   | 21   | 179            |
| 10  | Nam Sumatra    | Fajrin Asha              | 20   | 178            |
| 11  | Trung Java     | Widana Agil Prasuryadiba | 21   | 179            |
| 12  | DI Yogyakarta  | Akbar Kurniawan          | 23   | 177            |
| 13  | Nam Kalimantan | Hans Lauwansyah          | 22   | 178            |
| 14  | Tây Kalimantan | Teguh Hariansyah         | 24   | 173            |

### 2013
L-Men of The Year 2013 là cuộc thi L-Men of The Year lần thứ 10 được tổ chức tại Skenoo Exhibition Hall, Gandaria City, Jakarta vào ngày 30 tháng 6 năm 2013. Có 20 thí sinh dự thi, Albern Sultan đến từ Bắc Sumatra đăng quang ngôi vị L-Men of The Year.
Kết quả
| Hạng                   | Thí sinh |
| ---------------------- | --- |
| L-Men of The Year 2013 | - Bắc Sumatra – Albern Sultan                                                                                   |
| Á vương I              | - Bali – Dewa Gede Agung Dwi Temaja                                                                             |
| Á vương II             | - Riau – Wira Nugraha                                                                                           |
| Top 6                  | - DKI Jakarta – Johan Mario Nusman Wetik - Nam Sulawesi – Cakra Bayu Pratama - Trung Sulawesi – Diego Andrean M |

Các giải thưởng
| Giải thưởng           | Thí sinh                                 |
| --------------------- | ---------------------------------------- |
| Best Body             | - Đông Kalimantan – Andry Perdana Wijaya |
| Best Catwalk          | - Bắc Sumatra – Albern Sultan            |
| Best Health Presenter | - Riau – Wira Nugraha                    |
| Most Photogenic       | - Banten – Christian Ronald Silaban      |

Các thí sinh
| Tỉnh/thành phố    | Thí sinh                   | Tuổi | Chiều cao (cm) |
| ----------------- | -------------------------- | ---- | -------------- |
| Bắc Sumatra       | Albern Sultan              | 22   | 182            |
| Nam Sumatra       | Rico Antonius Paulus       | 24   | 173            |
| Riau              | Wira Nugraha               | 21   | 174            |
| Quần đảo Riau     | John David Lembong         | 26   | 179            |
| Lampung           | Fuadi Bondan               | 25   | 178            |
| Banten            | Christian Ronald Silaban   | 24   | 174            |
| DKI Jakarta       | Johan Mario Nussman Wetik  | 24   | 179            |
| Tây Java          | David Edwardius Wijaya     | 22   | 180            |
| Trung Java        | Muhamad Lutfi Agizal       | 18   | 175            |
| DI Yogyakarta     | R.Wahyu Stefano Sakti Aji  | 21   | 171            |
| Đông Java         | Tommy Sudrajat Setyawan    | 20   | 181            |
| Bali              | Dewa Gede Agung Dwi Temaja | 23   | 180            |
| Bắc Kalimantan    | Rio Dermawan Ridhwan       | 26   | 171            |
| Nam Kalimantan    | Bima Prabowo               | 26   | 172            |
| Đông Kalimantan   | Andry Perdana Wijaya       | 21   | 176            |
| Bắc Sulawesi      | Juara Fratama Lumentut     | 20   | 182            |
| Trung Sulawesi    | Diego Andreas Mamahani     | 25   | 182            |
| Nam Sulawesi      | Cakra Bayu Pratama         | 19   | 177            |
| Đông Nam Sulawesi | Irwin Iskandar             | 21   | 177            |
| Bắc Maluku        | Ocsen Gregorius Talinusa   | 21   | 176            |

### 2014
L-Men of The Year 2014 là cuộc thi L-Men of The Year lần thứ 11 được tổ chức tại Balai Sarbini, Jakarta vào ngày 6 tháng 6 năm 2014. Có 16 thí sinh dự thi, Kevin Hendrawan đến từ Bali đăng quang ngôi vị L-Men of The Year.
Kết quả
| Hạng                   | Thí sinh                                            |
| ---------------------- | --------------------------------------------------- |
| L-Men of The Year 2014 | - Bali 1 – Yohannes Kevin Hendrawan                 |
| Á vương I              | - Bắc Sumatra – Kenny Austin                        |
| Á vương II             | - Bắc Sulawesi – Ivan Glenvandy Bangun              |
| Top 5                  | - Banten – Richard Liem - Lampung – Alan G. Rahmadi |

Các giải thưởng
| Giải thưởng                      | Thí sinh                               |
| -------------------------------- | -------------------------------------- |
| The Best Health Presenter        | - Bali 1 – Yohannes Kevin Hendrawan    |
| The Best Social Media Influencer | - Bắc Sumatra – Kenny Austin           |
| The Most Photogenic              | - Bắc Sulawesi – Ivan Glenvandy Bangun |

Các thí sinh
| SBD | Tỉnh             | Thí sinh                        |
| --- | ---------------- | ------------------------------- |
| 01  | DKI Jakarta      | Ralph Gian Chaneldia Restudihan |
| 02  | DI Yogyakarta    | Rico Ryano                      |
| 03  | Đông Kalimantan  | Yuri Yas Pramana Saputra        |
| 04  | Bắc Sumatra      | Kenny Austin                    |
| 05  | Nam Sumatra      | Vito Satya Yoga Sena            |
| 06  | Bali 1           | Yohannes Kevin Hendrawan        |
| 07  | Đông Java        | Ryan El-Zamzami                 |
| 08  | Lampung          | Alan G. Rahmadi                 |
| 09  | Bắc Sulawesi     | Ivan Glenvandy Bangun           |
| 10  | Tây Java         | Vincent Tanudjaya               |
| 11  | Banten           | Richad Liem                     |
| 12  | Bali 2           | Deny Himawan                    |
| 13  | Nam Sulawesi     | Firman Setiadhi                 |
| 14  | Trung Java       | Christian Ade                   |
| 15  | Riau             | Fadhli Arsyadi                  |
| 16  | Trung Kalimantan | Romadhona Akram Nas             |

### 2018
The New L-Men of The Year 2018 là cuộc thi The New L-Men of The Year lần thứ 12 được tổ chức tại Soehanna Hall, Jakarta vào ngày 3 tháng 5 năm 2018. Có 12 thí sinh dự thi, Ivanaldy Lie Kabul đến từ Jakarta đăng quang ngôi vị The New L-Men of The Year.
Kết quả
| Hạng                           | Thí sinh                                                                                               |
| ------------------------------ | --- |
| The New L-Men of The Year 2018 | - DKI Jakarta – Ivanaldy Lie Kabul                                                                     |
| Á vương 1                      | - Đông Java – Abibayu Gustri Kamadjaja                                                                 |
| Á vương 2                      | - Nam Sumatra – Herjuno Diky Syaputra                                                                  |
| Top 6                          | - Aceh – Rezza Prasetya Putra - Tây Nusa Tenggara – Moch. Rifqi Hidayat - Nam Sulawesi – Daniel Wiguna |

Các giải thưởng
| Giải thưởng                  | Thí sinh                             |
| ---------------------------- | ------------------------------------ |
| Best Social Media Influencer | Đông Java – Abibayu Gustri Kamadjaja |
| Best Body                    | DI Yogyakarta – Rezza Raditya        |
| Most Videogenic              | Quần đảo Riau – Iwan Bigwanto        |

Các thí sinh
| Tỉnh              | Thí sinh                  |
| ----------------- | ------------------------- |
| Aceh              | Rezza Prasetya Putra      |
| Bắc Sumatra       | Muhammad Rizal            |
| Nam Sumatra       | Herjuno Diky Syaputra     |
| Quần đảo Riau     | Iwan Bigwanto             |
| DKI Jakarta       | Ivanaldy Lie Kabul        |
| Tây Java          | Nicolas Theofila Wilmy    |
| DI Yogyakarta     | Rezza Raditya             |
| Đông Java         | Abibayu Gustri Kamadjaja  |
| Tây Nusa Tenggara | Moch. Rifqi Hidayat       |
| Nam Sulawesi      | Daniel Wiguna             |
| Trung Sulawesi    | Michael Gunawan           |
| Bắc Sulawesi      | Jonathan Cornelius Pantow |

### 2019
The New L-Men of The Year 2019 là cuộc thi The New L-Men of The Year lần thứ 13 được tổ chức tại Balai Sarbini, Jakarta vào ngày 28 tháng 3 năm 2019. Có 14 thí sinh dự thi, Radityo Wahyu Senoputro đến từ Tây Java đăng quang ngôi vị The New L-Men of The Year.
Kết quả
| Hạng                           | Thí sinh                                                                                     |
| ------------------------------ | -------------------------------------------------------------------------------------------- |
| The New L-Men of The Year 2019 | - Tây Java – Radityo Wahyu Senoputro                                                         |
| Runner-up 1                    | - DI Yogyakarta – Danar Wicaksono                                                            |
| Runner-up 2                    | - Banten 1 – Enrique Dustin                                                                  |
| Top 6                          | - DKI Jakarta 1 – Sebastian Teti - Đông Java – Hans Kristian - Tây Kalimantan – Zemy Prabowo |

Các giải thưởng
| Giải thưởng                    | Thí sinh                                                  |
| ------------------------------ | --------------------------------------------------------- |
| The Most Inspiring Movement    | - DI Yogyakarta – Danar Wicaksono                         |
| Best Body                      | - Banten 1 – Enrique Dustin                               |
| The Most Favorite Award        | - Tây Kalimantan – Zemy Prabowo                           |
| Sport Challenge Award          | - Riau – Emille Junior                                    |
| The Best Photo Challenge Award | - DKI Jakarta 2 – Arnold Yesontha                         |
| Edu Challenge Award            | - Bắc Sumatra – Risyad Salman - Banten 1 – Enrique Dustin |

Các thí sinh
| Tỉnh            | Thí sinh                |
| --------------- | ----------------------- |
| Bắc Sumatra     | Risyad Salman           |
| Riau            | Emille Junior           |
| DKI Jakarta 1   | Sebastian Teti          |
| DKI Jakarta 2   | Arnold Yesontha         |
| Banten 1        | Enrique Dustin          |
| Banten 2        | Dellyan Putra           |
| Tây Java        | Radityo Wahyu Senoputro |
| DI Yogyakarta   | Danar Wicaksono         |
| Đông Java       | Hans Kristian           |
| Trung Java      | Faizal Fakhri           |
| Tây Kalimantan  | Zemy Prabowo            |
| Đông Kalimantan | Bony Matthew            |
| Nam Sulawesi    | Westra Tanri            |
| Maluku          | Decky Sahertian         |

### 2020
The New L-Men of The Year 2020 là cuộc thi The New L-Men of The Year lần thứ 14 được tổ chức tại Teater Tanah Airku, Jakarta vào ngày 4 tháng 10 năm 2020. Có 15 thí sinh dự thi, Okky Alparessi đến từ Bắc Sumatra đăng quang ngôi vị The New L-Men of The Year.
Kết quả
| Hạng                           | Thí sinh                                                           |
| ------------------------------ | ------------------------------------------------------------------ |
| The New L-Men of The Year 2020 | - Bắc Sumatra – Okky Alparessi                                     |
| Runner-up 1                    | - DKI Jakarta 2 – Richard Permadi                                  |
| Runner-up 2                    | - Aceh – Muhammad Fadhil Achyari                                   |
| Top 5                          | - Banten 2 – Joey Holly - DI Yogyakarta – Raden Mas Denny Nursandy |

Các giải thưởng
| Giải thưởng                 | Thí sinh                                   |
| --------------------------- | ------------------------------------------ |
| The Most Inspiring Movement | - Đông Java 1 – Goldi Senna                |
| Best Body                   | - DI Yogyakarta – Raden Mas Denny Nursandy |
| The Most Favorite           | - DI Yogyakarta – Raden Mas Denny Nursandy |
| The Most Photogenic         | - Tây Kalimantan – Andrew Setiawan         |

Các thí sinh
| SBD | Tỉnh           | Thí sinh                 |
| --- | -------------- | ------------------------ |
| 01  | Aceh           | Muhammad Fadhil Achyari  |
| 02  | Bắc Sumatra    | Okky Alparessi           |
| 03  | Jambi          | Kevin Twindicha          |
| 04  | DKI Jakarta 1  | Ario Agung               |
| 05  | DKI Jakarta 2  | Richard Permadi          |
| 06  | Banten 1       | Agust Bagia Hasiholan    |
| 07  | Banten 2       | Joey Holly               |
| 08  | Tây Java 1     | Reggie Natanael          |
| 09  | Tây Java 2     | Muhammad Wilman Nugraha  |
| 10  | DI Yogyakarta  | Raden Mas Denny Nursandy |
| 11  | Đông Java 1    | Goldi Senna              |
| 12  | Đông Java 2    | Muhammad Iqbal Darmawan  |
| 13  | Trung Java 1   | Bintang Suryo Negoro     |
| 14  | Trung Java 2   | Firas Yodha Saskara      |
| 15  | Tây Kalimantan | Andrew Setiawan          |

### 2021
The New L-Men of The Year 2021 là cuộc thi The New L-Men of The Year lần thứ 15 được tổ chức tại Balai Sarbini, Jakarta vào ngày 23 tháng 10 năm 2021. Có 20 thí sinh dự thi, Marcellino Indrawan đến từ Tây Kalimantan đăng quang ngôi vị The New L-Men of The Year.
Kết quả
| Hạng                           | Thí sinh                                                                                       |
| ------------------------------ | ---------------------------------------------------------------------------------------------- |
| The New L-Men of The Year 2021 | - Tây Kalimantan – Marcellino Indrawan                                                         |
| Á vương 1                      | - Trung Java 2 – Matthew Gilbert                                                               |
| Á vương 2                      | - Maluku – Adrian Xavierr                                                                      |
| Á vương 3                      | - DI Yogyakarta – Sulfambara Rahmat Arsyad                                                     |
| Á vương 4                      | - Tây Nusa Tenggara – Bryan Petreli                                                            |
| Top 8                          | - Banten – Mumu Muschlin - Nam Sumatra – Lazuardi Linus Saputra - Bắc Sumatra – Jeffry Khosasi |

Các giải thưởng
| Giải thưởng                       | Thí sinh                            |
| --------------------------------- | ----------------------------------- |
| The Most Inspiring Movement       | - Papua – Isach Samuel              |
| The Best Health Creator on TikTok | - DKI Jakarta 2 – Dody Hudaya       |
| The Most Favorite                 | - Nam Kalimantan – Dionysius Subali |
| The Most Photogenic               | - Tây Nusa Tenggara – Bryan Petreli |

Các thí sinh
| Tỉnh              | Thí sinh                 | Team        |
| ----------------- | ------------------------ | ----------- |
| Tây Sumatra       | Zaiful Bahri             | Grey Squad  |
| Bắc Sumatra       | Jeffry Khosasi           | Grey Squad  |
| DKI Jakarta 1     | Fahri Muhamad Dahlan     | Grey Squad  |
| Tây Java          | Andreas Januar           | Grey Squad  |
| Trung Java        | Agung Wijaya             | Grey Squad  |
| Nam Sumatra       | Lazuardi Linus Saputra   | Blue Squad  |
| Bangka Belitung   | Immanuel Nicolas         | Blue Squad  |
| DI Yogyakarta     | Sulfambara Rahmat Arsyad | Blue Squad  |
| Trung Java 2      | Matthew Gilbert          | Blue Squad  |
| Papua             | Isach Samuel             | Blue Squad  |
| Riau              | Lim Celvin               | Green Squad |
| Banten            | Mumu Muchlisin           | Green Squad |
| Tây Kalimantan    | Marcellino Indrawan      | Green Squad |
| Đông Java 1       | Rhemanuel Ardi           | Green Squad |
| Maluku            | Adrian Xavier Makatita   | Green Squad |
| DKI Jakarta 2     | Dody Hudaya              | Red Squad   |
| Tây Nusa Tenggara | Bryan Petreli            | Red Squad   |
| Bali              | Frendy Dharmawan         | Red Squad   |
| Đông Java 2       | Muhammad Mahmudi         | Red Squad   |
| Nam Kalimantan    | Dionysius Subali         | Red Squad   |

### 2022
The New L-Men of The Year 2022 là cuộc thi The New L-Men of The Year lần thứ 16 được tổ chức tại Balai Sarbini, Jakarta vào ngày 13 tháng 8 năm 2022. Có 16 thí sinh dự thi, Reza Andriyanto đến từ Trung Java đăng quang ngôi vị The New L-Men of The Year.
Kết quả
| Hạng                           | Thí sinh                                     |
| ------------------------------ | -------------------------------------------- |
| The New L-Men of The Year 2021 | - Trung Java – Reza Andriyanto               |
| Á vương 1                      | - Nam Sumatra – Muhammad Adib Dwitamma Putra |
| Á vương 2                      | - Tây Java – Julius Jason                    |
| Á vương 3                      | - Trung Sulawesi – Biondi Sanda Sima         |
| Á vương 4                      | - Aceh – Mustanir Afif                       |
| Á vương 5                      | - Tây Kalimantan – Tommy Yonathan            |

Các giải thưởng
| Giải thưởng                       | Thí sinh                             |
| --------------------------------- | ------------------------------------ |
| The Most Inspiring Movement       | - Trung Sulawesi – Biondi Sanda Sima |
| The Best Health Creator on TikTok | - Trung Java – Reza Andriyanto       |
| The Most Favorite                 | - Bengkulu – Muhammad Justian        |
| The Most Photogenic               | - Aceh – Mustanir Afif               |

Các thí sinh
| Tỉnh           | Thí sinh                     | Team         |
| -------------- | ---------------------------- | ------------ |
| Trung Java     | Reza Andriyanto              | Green Squad  |
| Banten         | Fedlyanto Saputra Manik      | Green Squad  |
| Tây Java       | Julius Jason                 | Green Squad  |
| Nam Sulawesi   | Errdiansha Ibaraki Haryono   | Green Squad  |
| Aceh           | Mustanir Afif                | Blue Squad   |
| Jambi          | Arief Zohiril Fikri          | Blue Squad   |
| Đông Java      | Akbarry Noor                 | Blue Squad   |
| Bali           | I Kadek Juli Ambara          | Blue Squad   |
| Nam Sumatra    | Muhammad Adib Dwitamma Putra | Red Squad    |
| Tây Sumatra    | Anggara Fajri Prasafitra     | Red Squad    |
| DI Yogyakarta  | Yonanda Adi Pratama          | Red Squad    |
| DKI Jakarta    | Rian Antono                  | Red Squad    |
| Trung Sulawesi | Biondi Sanda Sima            | Yellow Squad |
| Tây Kalimantan | Tommy Yonathan               | Yellow Squad |
| Bengkulu       | Muhammad Justian             | Yellow Squad |
| Bắc Sulawesi   | Rian Adam                    | Yellow Squad |

### 2023
The New L-Men of The Year 2023 là cuộc thi The New L-Men of The Year lần thứ 17 được tổ chức tại Balai Sarbini, Jakarta vào ngày 29 tháng 7 năm 2023. Có 16 thí sinh dự thi, Nathanael Yoga Langi Soedharsono đến từ Jakarta đăng quang ngôi vị The New L-Men of The Year.
Kết quả
| Hạng                           | Thí sinh                                           |
| ------------------------------ | -------------------------------------------------- |
| The New L-Men of The Year 2023 | - DKI Jakarta 1 – Nathanael Yoga Langi Soedharsono |
| Á vương 1                      | - Banten – Nathaniel Christoper Setia Japutra      |
| Á vương 2                      | - Bắc Sulawesi – Jeremy Gregory Samatara           |
| Á vương 3                      | - Tây Java – Samuel Josafat Olam                   |
| Á vương 4                      | - Đông Java 1 – Ferrero Sugiharto                  |
| Á vương 5                      | - Tây Nusa Tenggara – Aditya Rahmat Zulfikar       |

Các giải thưởng
| Giải thưởng                       | Thí sinh                                      |
| --------------------------------- | --------------------------------------------- |
| The Most Inspiring Movement       | - Tây Nusa Tenggara – Aditya Rahmat Zulfikar  |
| The Best Health Creator on TikTok | - Đông Java 2 – Faisal Riko Priwardana        |
| The Best Physical Performance     | - Banten – Nathaniel Christoper Setia Japutra |
| The Most Photogenic               | - Quần đảo Riau – Adelfika Mahendra           |

Các thí sinh
| Tỉnh              | Thí sinh                           | Team         |
| ----------------- | ---------------------------------- | ------------ |
| Trung Java        | Brian Gregory Adhihendra           | Yellow Squad |
| Tây Java          | Samuel Josafat Olam                | Yellow Squad |
| Aceh              | Teuku Dodi Alfayet                 | Yellow Squad |
| DI Yogyakarta     | Felix Satya Adri Krisnugraha       | Yellow Squad |
| Banten            | Nathaniel Christoper Setia Japutra | Green Squad  |
| Bắc Sumatra       | Dicky R. H. Pardosi                | Green Squad  |
| DKI Jakarta 1     | Nathanael Yoga Langi Soedharsono   | Green Squad  |
| Đông Java 1       | Ferrero Sugiharto                  | Green Squad  |
| Đông Java 2       | Faisal Riko Priwardana             | Blue Squad   |
| Quần đảo Riau     | Adelfika Mahendra                  | Blue Squad   |
| DKI Jakarta 2     | Muhammad Fadhli R.                 | Blue Squad   |
| Bắc Sulawesi      | Jeremy Gregory Samatara            | Blue Squad   |
| Tây Nusa Tenggara | Aditya Rahmat Zulfikar             | Red Squad    |
| Nam Sumatra 1     | Hagay Eagle Kainde                 | Red Squad    |
| Lampung           | Naufal Rizky Ilhami                | Red Squad    |
| Nam Sumatra 2     | Michael Pratomo                    | Red Squad    |

### 2024
The New L-Men of The Year 2024 là cuộc thi The New L-Men of The Year lần thứ 18 được tổ chức tại Balai Sarbini, Jakarta vào ngày 31 tháng 8 năm 2024. Có 15 thí sinh dự thi, Glenn Victor Sutanto đến từ Tây Java đăng quang ngôi vị The New L-Men of The Year.
Kết quả
| Hạng                           | Thí sinh                            |
| ------------------------------ | ----------------------------------- |
| The New L-Men of The Year 2024 | - Tây Java 2 – Glenn Victor Sutanto |
| Á vương 1                      | - Tây Java 1 – Elias Yahya Honasan  |
| Á vương 2                      | - Maluku – Daniel Nugraha Purwandi  |
| Á vương 3                      | - Nam Sumatra – M. Agung Wibowo     |
| Á vương 4                      | - Trung Java – Zian Alfin Mubarak   |
| Á vương 5                      | - Tây Sumatra – Reza Ziqri          |

Các giải thưởng
| Giải thưởng                       | Thí sinh |
| --------------------------------- | --- |
| The Most Inspiring Movement       | Winner - Nam Sumatra – Agung Wibowo Top 3 - Jakarta 1 – Ichwan Baihaki - Jakarta 2 – Jeremy Simanjuntak         |
| The Best Health Creator on TikTok | Winner - Tây Sumatra – Reza Ziqri Top 3 - Tây Java 2 – Glenn Victor Sutanto - Trung Java – Zian Alfin           |
| The Best Physical Performance     | Winner - Nam Sumatra – Agung Wibowo Top 3 - Tây Java 2 – Glenn Victor Sutanto - Trung Java – Zian Alfin         |
| The Most Photogenic               | Winner - Trung Java – Zian Alfin Top 3 - Bắc Sumatra – Michael Stronghold - Đông Java – Jonathan Abhisa (Joabi) |
| The Most Friendly                 | - Tây Sumatra – Reza Ziqri                                                                                      |
| The Best Squad Captain            | - Bắc Maluku – Lucky Bagus S.                                                                                   |
| The Best Squad                    | - Blue Squad (Senyum Santuy)                                                                                    |

Các thí sinh
| Tỉnh            | Thí sinh                | Team                       |
| --------------- | ----------------------- | -------------------------- |
| Bangka Belitung | Julio Alexander         | Yellow Squad (Youthdozer)  |
| Nam Sulawesi    | Efendi Darming          | Yellow Squad (Youthdozer)  |
| Maluku          | Daniel Nugraha Purwandi | Yellow Squad (Youthdozer)  |
| Bắc Maluku      | Lucky Bagus S.          | Yellow Squad (Youthdozer)  |
| Tây Sumatra     | Reza Ziqri              | Green Squad (Mager Buster) |
| Nam Sumatra     | Agung Wibowo            | Green Squad (Mager Buster) |
| Banten          | Joe Aditya Wijaya       | Green Squad (Mager Buster) |
| Tây Java 2      | Glenn Victor Sutanto    | Green Squad (Mager Buster) |
| Tây Java 1      | Elias Yahya             | Blue Squad (Senyum Santuy) |
| Trung Java      | Zian Alfin Mubarak      | Blue Squad (Senyum Santuy) |
| Đông Java       | Jonathan Abhisa (Joabi) | Blue Squad (Senyum Santuy) |
| Bắc Sulawesi    | Revano Lie              | Blue Squad (Senyum Santuy) |
| Bắc Sumatra     | Michael Stronghold      | Red Squad (Redukasi)       |
| Jakarta 1       | Ichwan Baihaki          | Red Squad (Redukasi)       |
| Jakarta 2       | Jeremy Simanjuntak      | Red Squad (Redukasi)       |
| Nam Kalimantan  | Gouffar Diaz Dewantoro  | Red Squad (Redukasi)       |

### 2025
The New L-Men of The Year 2025 là cuộc thi The New L-Men of The Year lần thứ 19 được tổ chức tại Balai Sarbini, Jakarta vào ngày 9 tháng 8 năm 2025. Có 16 thí sinh dự thi, Rama Sukarta đến từ Banten đăng quang ngôi vị The New L-Men of The Year.
Kết quả
| Hạng                           | Thí sinh                           |
| ------------------------------ | ---------------------------------- |
| The New L-Men of The Year 2025 | - Banten – Rama Sukarta            |
| Á vương 1                      | - Bắc Sulawesi – Oliver Pras       |
| Á vương 2                      | - Tây Java 1 – Mazmur Ek Sandi     |
| Á vương 3                      | - DKI Jakarta 1 – Claudio Marsello |
| Á vương 4                      | - Đông Java 2 – Jehu Jedija        |

Các giải thưởng
| Giải thưởng                   | Thí sinh |
| ----------------------------- | --- |
| The Most Inspiring Movement   | - Nam Sulawesi – Andi Dian Permana |
| The Most Photogenic           | Winner - Đông Java 2 – Jehu Jedija Top 3 - Bắc Sulawesi – Oliver Pras - Tây Java 1 – Mazmur Ek Sandi                                                                    |
| The Best Health Activist      | Winner - Bắc Kalimantan – Vardian Mahardika Top 4 - Tây Java 2 – Ghesa Wisesa Nalan - Đông Nusa Tenggara – Geta Okta Prayogi - Trung Sulawesi - Tommy Hudianto Sarongku |
| The Best Physical Performance | Winner - Bali – Arjuna Nogara Top 3 - Đông Java 2 – Jehu Jedija - DKI Jakarta 1 – Claudio Marsello                                                                      |
| The Best Captain              | - Tây Java 2 – Ghesa Wisesa Nalan |
| The Most Inspiring Movement   | - Blue Squad |

Các thí sinh
| SBD | Tỉnh               | Thí sinh                | Team         |
| --- | ------------------ | ----------------------- | ------------ |
| 01  | Bắc Sulawesi       | Oliver Pras             | Blue Squad   |
| 07  | Đông Java 2        | Jehu Jedija             | Blue Squad   |
| 10  | Tây Java 2         | Ghesa Wisesa Nalan      | Blue Squad   |
| 13  | Banten             | Rama Sukarta            | Blue Squad   |
| 02  | Trung Sulawesi     | Tommy Hudianto Sarongku | Red Squad    |
| 04  | Đông Nusa Tenggara | Geta Okta Prayogi       | Red Squad    |
| 08  | Trung Java         | Yoshua Kristianto       | Red Squad    |
| 14  | Bắc Kalimantan     | Vardian Mahardika       | Red Squad    |
| 03  | Nam Sulawesi       | Andi Dian Permana       | Yellow Squad |
| 06  | Đông Java 1        | Agung Aprilianto        | Yellow Squad |
| 12  | DKI Jakarta 2      | Bima Wicaksono          | Yellow Squad |
| 15  | Jambi              | Emyr R. Edward          | Yellow Squad |
| 05  | Bali               | Arjuna Nogara           | Green Squad  |
| 09  | Tây Java 1         | Mazmur Ek Sandi         | Green Squad  |
| 11  | DKI Jakarta 1      | Claudio Marsello        | Green Squad  |
| 16  | Bắc Sumatra        | Timotius Ginting        | Green Squad  |

## Đại diện Indonesia tại các cuộc thi sắc đẹp quốc tế

### Mister Supranational
Chú thích màu
- : Nam vương
- : Á vương
- : Top chung kết
- : Top bán chung kết
- : Được giải thưởng đặc biệt

| Năm  | Đại diện                            | Thứ hạng tại The New L-Men of the Year | Thứ hạng tại Mister Supranational | Giải thưởng đặc biệt                                                                               | T.k.   |
| ---- | ----------------------------------- | -------------------------------------- | --------------------------------- | -------------------------------------------------------------------------------------------------- | ------ |
| 2019 | Enrique Dustin Sabas                | Á vương 2 (2019)                       | Top 20                            | | [ 80 ] |
| 2021 | Okky Alparessi                      | The New L-Men of The Year 2020         | Top 10                            | 4 - - Supra Fan Vote Winner - Top 5 Supra Chat - Top 10 Influencer Challenge - Mister Hotel Beskid | [ 81 ] |
| 2022 | Matthew Gilbert Wibowo              | Á vương 1 (2021)                       | Á vương 1                         | 1 - - Top 12 Supra Influencer                                                                      | [ 82 ] |
| 2023 | Muhammad Adib Dwitamma Putra        | Á vương 1 (2022)                       | Top 20                            | 1 - - Top 3 Mister Influencer                                                                      | [ 83 ] |
| 2024 | Nathaniel Christopher Setia Japutra | Á vương 1 (2023)                       | Top 20                            | 4 - - Top 7 Supra Chat - Top 10 Influencer Challenge - Top 10 Supra Fan Vote - Top 4 Mister Talent |        |
| 2025 | Mustanir Afif                       | Á vương 4 (2022)                       | Top 10                            | 1 - - Top 10 Supra Fan Vote - Top 10 Supra Model of the Year - Mister Supranational Asia           |        |
| 2026 | Jehu Jedija                         | Á vương 4 (2025)                       |                                   | |        |

### Mister International
Chú thích màu
- : Nam vương
- : Á vương
- : Top chung kết
- : Top bán chung kết
- : Được giải thưởng đặc biệt

| Năm  | Đại diện                 | Thứ hạng tại The New L-Men of the Year     | Thứ hạng tại Mister International | Giải thưởng đặc biệt                                          | T.k.   |
| ---- | ------------------------ | ------------------------------------------ | --------------------------------- | ------------------------------------------------------------- | ------ |
| 2008 | Rocky Pramata            | Á vương 1 (2008)                           | Top 15                            |                                                               |        |
| 2009 | Holly Feriston           | Á vương 1 (2009)                           | Top 15                            |                                                               | [ 84 ] |
| 2010 | Thomas Sebastian         | Á vương 1 (2010)                           | Á vương 3                         | 1 - - Best National Costume                                   | [ 85 ] |
| 2011 | Steven Yoswara           | L-Men of The Year 2009                     | Á vương 2                         | 1 - - 1st Runner-up Best National Costume                     | [ 86 ] |
| 2012 | Rizal Alaydrus           | L-Men of The Year 2012                     | Top 10                            | 1 - - Mister Internet Popularity                              | [ 87 ] |
| 2013 | Albern Sultan            | L-Men of The Year 2013                     | Á vương 1                         | 2 - - Mister Photogenic - 1st Runner-up Best National Costume | [ 88 ] |
| 2014 | Yohannes Kevin Hendrawan | L-Men of The Year 2014                     | Top 15                            | 1 - - 1st Runner-up Best National Costume                     | [ 89 ] |
| 2015 | Kenny Austin             | Á vương 1 (2014)                           | Top 10                            | 2 - - Mister Plaza de Norte - Mister Vertex                   | [ 90 ] |
| 2016 | Richard Liem             | Top 5 (2014)                               | Không đạt giải                    |                                                               |        |
| 2017 | Alvalino Riclef Kasenda  | L-Men Awards 2017: The Best Physique Award | Top 16                            |                                                               | [ 91 ] |
| 2018 | Rezza Raditya            | Top 6 (2018)                               | Không đạt giải                    |                                                               |        |
| 2022 | Julius Jason             | Á vương 2 (2022)                           | Không đạt giải                    | 1 - - Best National Costume                                   |        |
| 2023 | Jeremy Gregory Samatara  | Á vương 2 (2023)                           | Không đạt giải                    |                                                               | [ 92 ] |
| 2024 | Glenn Victor Sutanto     | The New L-Men of The Year 2024             | Á vương 2                         |                                                               |        |
| 2025 | Oliver Pras              | Á vương 1 (2025)                           |                                   |                                                               |        |

### Mister World
Chú thích màu
- : Nam vương
- : Á vương
- : Top chung kết
- : Top bán chung kết
- : Được giải thưởng đặc biệt

| Năm  | Đại diện                | Thứ hạng tại The New L-Men of the Year | Thứ hạng tại Mister World | Giải thưởng đặc biệt                 | T.k.   |
| ---- | ----------------------- | -------------------------------------- | ------------------------- | ------------------------------------ | ------ |
| 2019 | Radityo Wahyu Senoputro | The New L-Men of The Year 2019         | Top 29                    | 1 - - Top 5 Best Talent & Creativity | [ 93 ] |
| 2024 | Nathanael Yoga          | The New L-Men of The Year 2023         | Không đạt giải            |                                      |        |

### Manhunt International
Chú thích màu
- : Nam vương
- : Á vương
- : Top chung kết
- : Top bán chung kết
- : Được giải thưởng đặc biệt

| Năm  | Đại diện               | Thứ hạng tại The New L-Men of the Year | Thứ hạng tại Manhunt International | Giải thưởng đặc biệt                      | T.k.   |
| ---- | ---------------------- | -------------------------------------- | ---------------------------------- | ----------------------------------------- | ------ |
| 2006 | Rangga Raditya         | Á vương 1 (2005)                       | Top 15                             | 1 - - 2nd Runner-up Mr. Photogenic        |        |
| 2007 | Fernando Surya         | L-Men Manhunt Indonesia 2006           | Top 16                             | 1 - - Best Groomed                        | [ 94 ] |
| 2008 | Anthony Gunawan        | Á vương 1 (2007)                       | Không đạt giải                     | 1 - - 1st Runner-up Best National Costume |        |
| 2010 | Obert Sharon Christian | L-Men of The Year 2008                 | Top 16                             | 1 - - 1st Runner-up Best National Costume |        |
| 2011 | Johanica Yanuar        | Á vương 2 (2010)                       | Top 15                             | 1 - - Best National Costume               | [ 95 ] |
| 2012 | Akbar Kurniawan        | Á vương 1 (2012)                       | Không đạt giải                     |                                           | [ 96 ] |

### The Best Model of the World
Chú thích màu
- : Nam vương
- : Á vương
- : Top chung kết
- : Top bán chung kết
- : Được giải thưởng đặc biệt

| Năm  | Đại diện      | Thứ hạng tại The New L-Men of the Year | Thứ hạng tại The Best Model of the World | Giải thưởng đặc biệt | T.k. |
| ---- | ------------- | -------------------------------------- | ---------------------------------------- | -------------------- | ---- |
| 2006 | Yudi Siswanto | Á vương 2 (2006)                       | Không đạt giải                           |                      |      |

### Mister Universe Model
Chú thích màu
- : Nam vương
- : Á vương
- : Top chung kết
- : Top bán chung kết
- : Được giải thưởng đặc biệt

| Năm  | Đại diện    | Thứ hạng tại The New L-Men of the Year | Thứ hạng tại Mister Universe Model | Giải thưởng đặc biệt        | T.k.   |
| ---- | ----------- | -------------------------------------- | ---------------------------------- | --------------------------- | ------ |
| 2011 | Rikas Harsa | L-Men of The Year 2010                 | Top 20                             | 1 - - Best National Costume | [ 97 ] |